# فيولا دانا
فيولا دانا (بالإنجليزية: Viola Dana)‏ هي ممثلة أمريكية، ولدت في 26 يونيو 1897 ببروكلين في الولايات المتحدة، وتوفيت في 3 يوليو 1987 في الولايات المتحدة. بدأت مشوارها المهني سنة 1910.

## وصلات خارجية
- فيولا دانا على موقع IMDb (الإنجليزية)
- فيولا دانا على موقع ألو سيني (الفرنسية)
- فيولا دانا على موقع أول موفي (الإنجليزية)
- فيولا دانا على موقع قاعدة بيانات برودواي على الإنترنت (الإنجليزية)
- فيولا دانا على موقع قاعدة بيانات الأفلام السويدية (السويدية)
- فيولا دانا على موقع قاعدة بيانات الفيلم (الإنجليزية)
- فيولا دانا على موقع كينوبويسك (الروسية)